# Новый Любовин
Новый Любовин (бел. Новы Любавін) — деревня в Липиничском сельсовете Буда-Кошелёвского района Гомельской области Белоруссии.

## География

### Расположение
В 15 км на северо-запад от Буда-Кошелёво, 63 км от Гомеля, 8 км от железнодорожной станции Салтановка (на линии Жлобин — Гомель).

## Транспортная сеть
Транспортные связи по просёлочной, затем автомобильной дороге Жлобин — Гомель. Строения деревянные усадебного типа.

## История
Основана в начале XX века переселенцами из деревни Любавин. В 1925 году в Любавинском сельсовете Буда-Кошелёвского района Бобруйского округа. В 1930 году жители деревни вступили в колхоз, работала кузница. На фронтах Великой Отечественной войны погибли 9 жителей. В 1959 году в составе колхоза имени В. И. Ленина (центр — деревня Буда Люшевская).
До 16 декабря 2009 года в составе Буда-Люшевского сельсовета.

## Население

### Численность
- 2004 год — 2 хозяйства, 2 жителя.

### Динамика
- 1925 год — 5 дворов.
- 1959 год — 103 жителя (согласно переписи).
- 2004 год — 2 хозяйства, 2 жителя.